# アフォンソ・デ・ポルトゥガル (1509-1540)
アフォンソ・デ・ポルトゥガル（Cardeal-Infante Afonso de Portugal, 1509年4月23日 - 1540年4月21日）は、ポルトガル王マヌエル1世とその2番目の王妃マリア・デ・アラゴンの間の第6子、四男（父王にとっては5番目の息子）。弟エンリケ王子（のち国王）とともに聖職者となり、枢機卿、大司教職を歴任した。

## 生涯
父王の方針で、文芸およびラテン語、ギリシャ語の古典語教育を受けた。ごく幼い頃に教皇庁書記長（Protonotary apostolic）に任じられ、1516年9月9日にグアルダ司教に就任、翌1517年7月1日には教皇レオ10世により、サンタ・ルチア・イン・セプティソリオ教会（Santa Lucia in Septisolio）を名義聖堂とする助祭枢機卿に叙階された。1519年2月23日にヴィゼウ司教を、1523年2月20日にリスボン大司教およびエヴォラ司教を兼ねた。1535年7月16日にリスボン大司教として首都大司教に許されるパリウム着用を認められ、同年8月13日にはサンティ・ジョヴァンニ・エ・パオロ教会（Santi Giovanni e Paolo）を名義聖堂とする司教枢機卿に昇格した。
1540年に30歳で死去し、遺骸はいったんリスボン大聖堂に安置されたのちジェロニモス修道院に葬られた。